# 品位 (占星術)
品位（ひんい）とは、占星術において、惑星がサインの中にある場所を、惑星とサインとの相性によって居心地の良さを決める程度である。ディグニティとも。

## 概要
基本的に、居心地の良い場所ではその力を十分に発揮でき、居心地の悪い場所ではその力を十分に発揮できないとされる。品位には、エッセンシャル・ディグニティ、アクシデンタル・ディグニティ、アルムーティンの3種類があり、それぞれ計算方法が厳密に定められている。但し、新しい惑星(すなわち、天王星・海王星・冥王星)では品位の計算方法が確立していない。伝統的な占星術では近代になって発見された惑星を使用しないことの理由付けの一つに品位が計算方法が不完全であることを挙げ、他方、新しい惑星を組み込んだ近代占星術において、品位は忘れられかけた技法のひとつとなった。

## 品位の種類

### エッセンシャル・ディグニティ
居所（いわゆる守護惑星のこと）
主に、その天体の「本来の居場所」を表す。
高揚（イクザルテーション）
主に、その星がそのサインの指定の度数で最も勢いを持つというものを表す。
度数の指定はあるが、実際にはそのサインに入っていれば、高揚とみなすこともある。
障害（デトリメント）
主に、惑星が自分が傷付くようなサインにいることを表す。
転落（フォール）
主に、惑星としては決して居心地のよくない状態のことを表す。

## 品位の表

### エッセンシャル・ディグニティ
| 惑星の名称 | シンボル | 居所           | 高揚                       | 障害           | 転落                       |
| ---------- | -------- | -------------- | -------------------------- | -------------- | -------------------------- |
| 太陽       |          | 獅子宮         | 白羊宮                     | 宝瓶宮         | 天秤宮                     |
| 月         |          | 巨蟹宮         | 金牛宮                     | 磨羯宮         | 天蝎宮                     |
| 水星       |          | 双児宮・処女宮 | 処女宮・（宝瓶宮）         | 人馬宮・双魚宮 | 双魚宮・（獅子宮）         |
| 金星       |          | 金牛宮・天秤宮 | 双魚宮                     | 白羊宮・天蠍宮 | 処女宮                     |
| 火星       |          | 白羊宮・天蠍宮 | 磨羯宮                     | 金牛宮・天秤宮 | 巨蟹宮                     |
| 木星       |          | 人馬宮・双魚宮 | 巨蟹宮                     | 双児宮・処女宮 | 磨羯宮                     |
| 土星       |          | 磨羯宮・宝瓶宮 | 天秤宮                     | 巨蟹宮・獅子宮 | 白羊宮                     |
| 天王星     | Uranus   | 宝瓶宮         | 天蝎宮                     | 獅子宮         | 金牛宮                     |
| 海王星     |          | 双魚宮         | （巨蟹宮・獅子宮・宝瓶宮） | 処女宮         | （磨羯宮・宝瓶宮・獅子宮） |
| 冥王星     | ・       | 天蠍宮         | （獅子宮・宝瓶宮）         | 金牛宮         | （宝瓶宮・獅子宮）         |

※カッコ内は、一部の占星術師による異説の一例